# Чемпіонат Європи з легкої атлетики серед юніорів 2023
Чемпіонат Європи з легкої атлетики серед юніорів 2023 був проведений 7-10 серпня в Єрусалимі на стадіоні Єврейського університету.
Первісно чемпіонат планувався до проведення у румунській Клуж-Напоціі на «Клуж Арені». Проте, 11 листопада 2022 було прийнято рішення про перенесення змагань до Єрусалиму, який був господарем юнацької легкоатлетичної першості Європи 2022 року.

## Призери

### Чоловіки
| Дисципліни                     | Золото                                                                                                | Золото      | Срібло | Срібло      | Бронза                                                                                   | Бронза      |
| ------------------------------ | --- | ----------- | --- | ----------- | ---------------------------------------------------------------------------------------- | ----------- |
| 100 метрів                     | Марек Закшевський Польща                                                                              | 10,25 NU20R | Ісак Г'юз Швеція | 10,31       | Шон Аньяогу Велика Британія                                                              | 10,34       |
| 200 метрів                     | Марек Закшевський Польща                                                                              | 20,63 PB    | Тімо Спірінг Нідерланди | 20,97 PB    | Данієле Грос Італія                                                                      | 21,01 PB    |
| 400 метрів                     | Йонас Ісаксен Данія                                                                                   | 45,86 NU20R | Чарлі Карвелл Велика Британія | 46,08       | Максиміліан Швед Польща                                                                  | 46,31       |
| 800 метрів                     | Якуб Дудиха Чехія                                                                                     | 1.46,76     | Рамон Віпфлі Швейцарія | 1.47,20     | Тома Маркес де Андраде Франція                                                           | 1.47,29     |
| 1500 метрів                    | Нільс Ларос Нідерланди                                                                                | 3.56,78     | Кевін Каменшак Австрія | 3.59,73     | Онджей Гайдош Чехія                                                                      | 4.00,98     |
| 3000 метрів                    | Йонатан Гран Швеція                                                                                   | 8.44,67     | Ніколас Гріггс Ірландія | 8.45,69     | Бредлі Гіблін Велика Британія                                                            | 8.47,26     |
| 5000 метрів                    | Нільс Ларос Нідерланди                                                                                | 14.11,82    | Йонатан Гран Швеція | 14.12,73    | Кевін Каменшак Австрія                                                                   | 14.15,02    |
| 110 метрів з бар'єрами (99 см) | Енцо Діссль Австрія                                                                                   | 13,12       | Расмус Вехмаа Фінляндія | 13,23 NU20R | Сісініу Амбріс Португалія                                                                | 13,29 NU20R |
| 400 метрів з бар'єрами         | Єре Гаапалайнен Фінляндія                                                                             | 50,02 NU20R | Антті Сайніо Фінляндія | 50,19 PB    | Ануар Бурала Франція                                                                     | 50,33 PB    |
| 3000 метрів з перешкодами      | Серхіо дель Барріо Іспанія                                                                            | 8.46,81     | П'єр Буді Франція | 8.47,04     | Ковач Ференц Сома Угорщина                                                               | 8.47,50 PB  |
| 4×100 метрів                   | ШвейцаріяДжонатан Гоу Гомес Йоель Чонтош Матьє Шевре Мануель Гербер Алексіс Гірзігер (забіг)          | 39,87       | НідерландиЛоренцо Спеар Тімо Спірінг Джозуа Рев'єр Джеймі Сесай                                                                              | 40,14       | НімеччинаМіліан Цірбус Гайко Гуссманн Вінсент Гербст Іво Зібольд                         | 40,15       |
| 4×400 метрів                   | Велика БританіяЧарлі Карвелл Джейк Міншалл Девід Рейс Сем Лант Алекс Гучін (забіг) Отіс Ірвін (забіг) | 3.06,89     | НімеччинаФлоріан Кролль Луїс Карата Малік Скапен-Альфа Елайджа Цім Ніклас Калюца (забіг) Юнес ель Макріні (забіг) Бастіан Зундерманн (забіг) | 3.07,75     | ФранціяФелікс Левассер Міланн Клеменік Аморі Гіяр Аллан Лакруа Матіс Вайтулукіна (забіг) | 3.07,97     |
| Ходьба 10000 метрів            | Фредерік Вайгель Німеччина                                                                            | 41.53,58 PB | Гайреттін Їлдіз Туреччина | 42.13,78 SB | Джузеппе Дізабато Італія                                                                 | 42.19,67 PB |
| Стрибки у висоту               | Мелвін Гольм Швеція                                                                                   | 2,18 =PB    | Едоардо Стронаті Італія | 2,18        | Роберт Руффіні Словаччина                                                                | 2,15 PB     |
| Стрибки з жердиною             | Сімоне Бертеллі Італія                                                                                | 5,40        | Валентин Імсан Швейцарія | 5,40        | Ердем Тілкі Туреччина                                                                    | 5,30 NU20R  |
| Стрибки в довжину              | Маттія Фурлані Італія                                                                                 | 8,23 CR     | Божидар Сарибоюков Болгарія | 8,22 NU20R  | Нікіта Маслюк Україна                                                                    | 7,97w       |
| Потрійний стрибок              | Віктор Морозов Естонія                                                                                | 16,45 EU20L | Божидар Сарибоюков Болгарія | 16,25 PB    | Лачезар Вальчев Болгарія                                                                 | 16,16 PB    |
| Штовхання ядра (6 кг)          | Лассе Шульц Німеччина                                                                                 | 20,21       | Лукас Шобер Німеччина | 19,76       | Дімітріос Антонатос Нідерланди                                                           | 19,31 PB    |
| Метання диска (1,75 кг)        | Михайло Брудін Україна                                                                                | 66,58 WU20L | Ян Свозіл Чехія | 59,93       | Яннік Ролвінк Нідерланди                                                                 | 59,86 PB    |
| Метання молота (6 кг)          | Макс Лампінен Фінляндія                                                                               | 79,72 WU20L | Йосіф Кесідіс Кіпр | 77,73       | Чеко Міклош Угорщина                                                                     | 76,87       |
| Метання списа                  | Херцег Дьйордь Угорщина                                                                               | 79,45       | Макс Денінг Німеччина | 78,07 SB    | Майкл Оллісон Велика Британія                                                            | 72,44       |
| Десятиборство (юніорське)      | Амадеус Гребер Німеччина                                                                              | 8209 WU20L  | Маттіас Лаш Австрія | 8052 NU20R  | Андрін Губер Швейцарія                                                                   | 8009 NU20R  |

### Юніорки
| Дисципліни                | Золото                                                                                        | Золото         | Срібло | Срібло        | Бронза | Бронза         |
| ------------------------- | --------------------------------------------------------------------------------------------- | -------------- | --- | ------------- | --- | -------------- |
| 100 метрів                | Джой Езе Велика Британія                                                                      | 11,39          | Реней Реджіс Велика Британія | 11,40         | Кочиш Анна Люца Угорщина | 11,55          |
| 200 метрів                | Нора Ліндаль Швеція                                                                           | 23,26 PB       | Сульян Алекса Угорщина | 23,26         | Саксесс Едуан Велика Британія | 23,34          |
| 400 метрів                | Лурдес Глорія Мануель Чехія                                                                   | 51,94          | Алекс До Франція | 52,53 PB      | Мірте ван дер Схот Нідерланди | 52,85 NU20R    |
| 800 метрів                | Одрі Верро Швейцарія                                                                          | 2.03,38        | Ебігейл Івс Велика Британія | 2.05,89       | Ділек Кочак Туреччина | 2.06,21        |
| 1500 метрів               | Ділек Кочак Туреччина                                                                         | 4.16,86 SB     | Софія Тегерсен Данія | 4.17,08       | Наталі Міллерова Чехія | 4.18,92 PB     |
| 3000 метрів               | Агате Кауне Латвія                                                                            | 8.53,20        | Зузанна Верницька Польща | 9.21,40 PB    | Софія Бенфарес Німеччина | 9.25,42        |
| 5000 метрів               | Агате Кауне Латвія                                                                            | 15.03,85 CR    | Кіра Вайс Німеччина | 15.50,36 PB   | Софія Тегерсен Данія | 15.53,08       |
| 100 метрів з бар'єрами    | Розіна Шнайдер Німеччина                                                                      | 13,06 EU20L    | Валері Гіньяр Швейцарія | 13,23 PB      | Лія Флотов Німеччина | 13,32 =PB      |
| 400 метрів з бар'єрами    | Моа Гранат Швеція                                                                             | 56,58          | Ольга Машанєнкова Україна | 56,83         | Александра Стефанія Уте Румунія | 57,02          |
| 3000 метрів з перешкодами | Кароліна Ярошова Чехія                                                                        | 10.04,57 NU20R | Адія Будде Німеччина | 10.07,34      | Васілікі Каллімоянні Греція | 10.08,44 NU20R |
| 4×100 метрів              | НімеччинаНеле Яворські Челсі Кадірі Розіна Шнайдер Голлі Окуку                                | 43,82 EU20L    | Велика БританіяРеней Реджіс Софі Волтон Джой Езе Саксесс Едуан                                                                        | 43,86 SB      | ЧехіяХана Блажкова Терезі Таборська Нікола Мусілова Адела Ткачова                                                                    | 44,68 SB       |
| 4×400 метрів              | ФранціяАлекс До Мета Тумба Маель Майньє Бенедетта Куаку Емма Гійон (забіг) Оран Думбе (забіг) | 3.33,31 EU20L  | НідерландиМод ван Сінтмартенсдейк Брітт де Блаув Меделіф ван Льор Мірте ван дер Схот Лінн Бенке (забіг) Селіне ван Герікхуйзе (забіг) | 3.33,33 NU23R | ЧехіяКароліна Мітанова Катеріна Матоушкова Терезі Таборська Лурдес Глорія Мануель Ема Фейльхауерова (забіг) Барбора Ванькова (забіг) | 3.34,84 NU20R  |
| Ходьба 10000 метрів       | Софія Сантакреу Іспанія                                                                       | 46.00 PB       | Джулія Габріеле Італія | 46.57         | Ана Делаає Франція | 47.12 PB       |
| Стрибки у висоту          | Ангеліна Топич Сербія                                                                         | 1,90           | Елізабет Піхела Естонія | 1,88          | Йоана Геррманн Німеччина | 1,86 PB        |
| Стрибки з жердиною        | Сара Вінберг Швеція                                                                           | 4,25 PB        | Рігіле Міклічуйте ЛитваГрейт Нначі Італія                                                                                             | 4,15 NR4,15   | не вручалась |                |
| Стрибки в довжину         | Елізабет Ндуді Ірландія                                                                       | 6,56 NU20R     | Пламена Міткова Болгарія | 6,54 =SB      | Лаура Ракель Мюллер Німеччина | 6,51 PB        |
| Потрійний стрибок         | Олександра Чернуха Україна                                                                    | 13,63 PB       | Теодора Боберич Сербія | 13,50         | Александрія Мітрович Сербія | 13,40          |
| Штовхання ядра            | Ніна Чіома Ндубуїсі Німеччина                                                                 | 17,97 WU20L    | Зузанна Масляна Польща | 16,90         | Шанталь Рімке Німеччина | 15,55 PB       |
| Метання диска             | Керлі Браун Німеччина                                                                         | 53,93 PB       | Міліна Вепіве Німеччина | 53,83 PB      | Лея Борк Німеччина | 53,46          |
| Метання молота            | Валентина Савва Кіпр                                                                          | 64,69          | Яда Джулієн Німеччина | 62,92         | Чатарі Язмін Угорщина | 62,47          |
| Метання списа             | Адріана Вілагош Сербія                                                                        | 58,38          | Вероніка Шокота Хорватія | 55,41         | Кевер Фанні Угорщина | 53,09          |
| Семиборство               | Сандріна Шпренгель Німеччина                                                                  | 5928           | Пія Мессінг Німеччина | 5790          | Софі Крайнер Австрія | 5698 PB        |

## Медальний залік
| Місце                | Країна               | Золото | Срібло | Бронза | Загалом |
| -------------------- | -------------------- | ------ | ------ | ------ | ------- |
| 1                    | Німеччина            | 8      | 8      | 7      | 23      |
| 2                    | Швеція               | 5      | 2      | 0      | 7       |
| 3                    | Чехія                | 3      | 1      | 4      | 8       |
| 4                    | Велика Британія      | 2      | 4      | 4      | 10      |
| 5                    | Італія               | 2      | 3      | 2      | 7       |
| 5                    | Нідерланди           | 2      | 3      | 2      | 7       |
| 7                    | Швейцарія            | 2      | 3      | 1      | 6       |
| 8                    | Польща               | 2      | 2      | 1      | 5       |
| 9                    | Фінляндія            | 2      | 2      | 0      | 4       |
| 10                   | Сербія               | 2      | 1      | 1      | 4       |
| 10                   | Україна              | 2      | 1      | 1      | 4       |
| 12                   | Іспанія              | 2      | 0      | 0      | 2       |
| 12                   | Латвія               | 2      | 0      | 0      | 2       |
| 14                   | Франція              | 1      | 2      | 4      | 7       |
| 15                   | Австрія              | 1      | 2      | 2      | 5       |
| 16                   | Угорщина             | 1      | 1      | 5      | 7       |
| 17                   | Туреччина            | 1      | 1      | 2      | 4       |
| 18                   | Данія                | 1      | 1      | 1      | 3       |
| 19                   | Ірландія             | 1      | 1      | 0      | 2       |
| 19                   | Естонія              | 1      | 1      | 0      | 2       |
| 19                   | Кіпр                 | 1      | 1      | 0      | 2       |
| 22                   | Болгарія             | 0      | 3      | 1      | 4       |
| 23                   | Литва                | 0      | 1      | 0      | 1       |
| 23                   | Хорватія             | 0      | 1      | 0      | 1       |
| 25                   | Греція               | 0      | 0      | 2      | 2       |
| 26                   | Португалія           | 0      | 0      | 1      | 1       |
| 26                   | Румунія              | 0      | 0      | 1      | 1       |
| 26                   | Словаччина           | 0      | 0      | 1      | 1       |
| Загалом (28 збірних) | Загалом (28 збірних) | 44     | 45     | 43     | 132     |

## Виступ українців
До складу збірної України, яка була заявлена до участі в чемпіонаті, було включено 32 легкоатлети.
Із чотирма нагородами (включаючи дві золоті) збірна Україна посіла 10 місце у медальному заліку.
| Чоловіки (15) | Чоловіки (15)       | Чоловіки (15)  | Чоловіки (15)          |
| Місце         | Атлет               | Дисципліна     | Результат              |
| ------------- | ------------------- | -------------- | ---------------------- |
| 1             | Михайло Брудін      | диска          | 66,58 WU20L            |
| 3             | Нікіта Маслюк       | довжина        | 7,97w (7,69 PB)[a]     |
|               | Кирило Луценко      | висота         | 2,12                   |
|               | Ілля Саєвський      | спис           | 66,66 (67,72)[a]       |
|               | Станіслав Чирва     | ядро           | 17,77                  |
|               | Едуард Муравський   | ходьба 10000 м | 44.15,17               |
|               | Олександр Титаренко | диск           | 54,70 (61,21 PB)[a]    |
|               | Богдан Зміївський   | висота         | 2,09 (2,11)[a]         |
|               | Роман Горбачов      | ходьба 10000 м | 45.10,98 PB            |
|               | Олексій Поліщук     | ходьба 10000 м | 48.43,68               |
| пф            | Назар Степанов      | 110 м з/б      | 13,98 (13,69 NU20R)[a] |
| кв            | Данило Дубина       | довжина        | 7,55 PB                |
| кв            | Іван Буліч          | потрійний      | 14,66                  |
| кв            | Артем Гамаш         | молот          | 65,14                  |
| кв            | Ілля Бобровник      | жердина        | NM                     |

| Жінки (17) | Жінки (17)          | Жінки (17)     | Жінки (17)          |
| Місце      | Атлетка             | Дисципліна     | Результат           |
| ---------- | ------------------- | -------------- | ------------------- |
| 1          | Олександра Чернуха  | потрійний      | 13,63 PB            |
| 2          | Ольга Машанєнкова   | 400 м з/б      | 56,83 (56,78)[a]    |
|            | Валерія Шоломіцька  | ходьба 10000 м | 47.28 SB            |
|            | Світлана Бойчук     | потрійний      | 13,34w (13,25)[a]   |
|            | Діана Гончаренко    | 100 м          | 11,60 (11,54)[a]    |
|            | Марія Ларіна        | ядро           | 14,39 (14,39)[a]    |
|            | Марина Ковтунова    | висота         | 1,80 (1,80)[a]      |
|            | Анастасія Копильців | ядро           | 13,93 (14,82 PB)[a] |
|            | Валерія Дмитровська | молот          | 58,86 (59,33)[a]    |
|            | Оксана Лук'янович   | ходьба 10000 м | 52.33               |
|            | Юлія Луцька         | ходьба 10000 м | 53.26               |
| пф         | Надія Стецюк        | 400 м          | 54,98 (54,48 PB)[a] |
| заб        | Єлизавета Кобелєва  | 800 м          | 2.13,48             |
| заб        | Аліна Кишкіна       | 100 м з/б      | DNF                 |
| кв         | Світлана Бойчук     | довжина        | 6,16                |
| кв         | Вікторія Бабак      | потрійний      | 12,57               |
| кв         | Вікторія Соломенник | ядро           | 13,14               |
| кв         | Дар'я Козачок       | диск           | 45,23               |

a  У дужках вказаний більш високий результат, що був показаний на попередній стадії чемпіонату (в забігу чи кваліфікації).